# Liste der Jury-Präsidenten der Berlinale

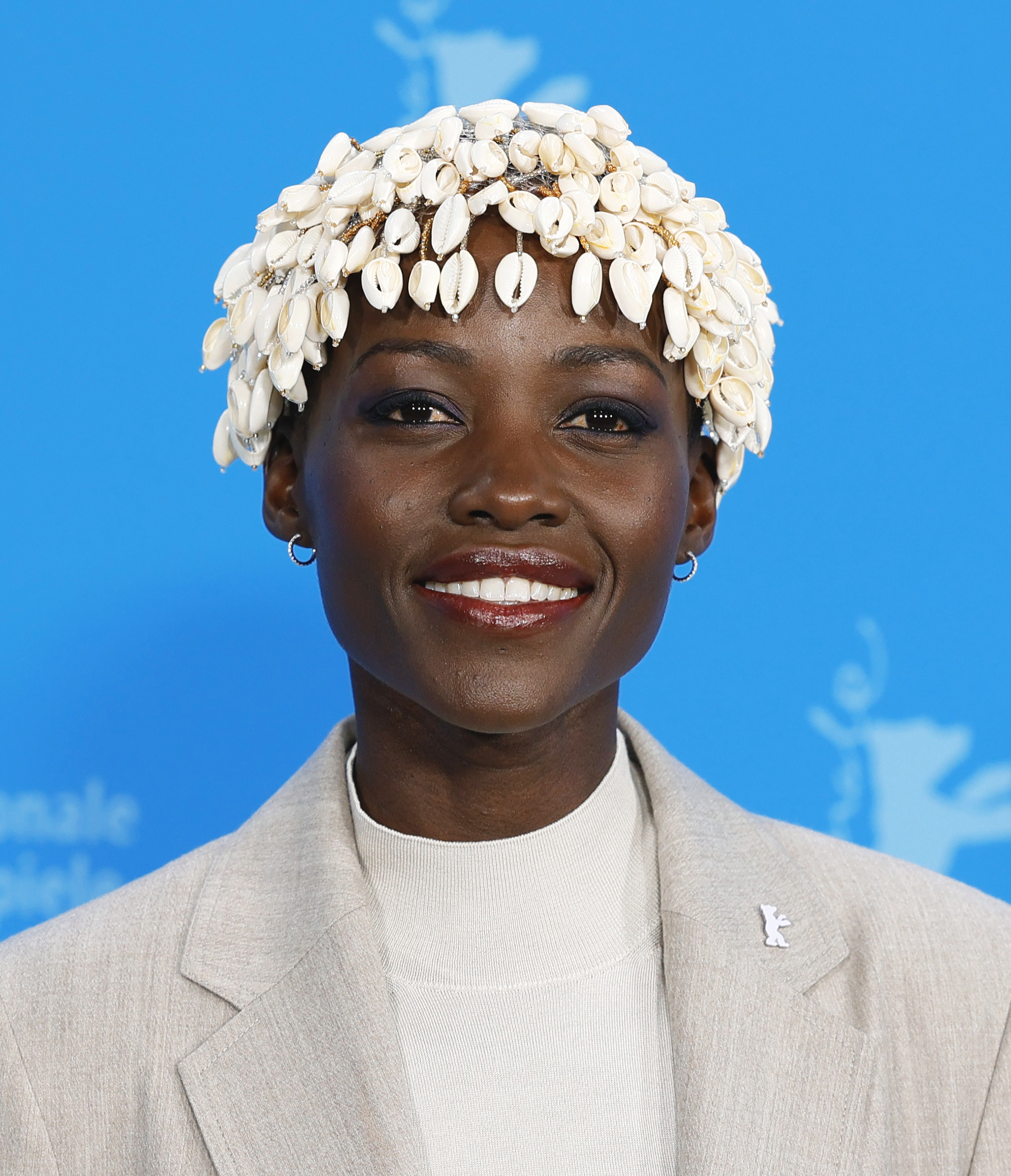
Jurypräsidentin Lupita Nyong’o auf der Berlinale 2024

Eine internationale Jury bei der Berlinale gibt es seit der Berlinale 1956. Von 1952 bis 1955 wurden die Preisträger durch Publikumsabstimmung ermittelt. Nur auf der Berlinale 1951 gab es eine nationale Jury. Mit dem Aufstieg zum A-Festival musste dies geändert werden. Seit 1956 steht damit die Berlinale auf einer Stufe mit dem Filmfestival Cannes und dem Filmfestival Venedig.
Am häufigsten mit dem Amt des Jury-Präsidenten wurden US-Amerikaner betraut (16 Mal), gefolgt von Briten (elfmal), Franzosen (achtmal) und Deutschen (siebenmal).

## Jury-Präsidenten
- 1956: Marcel Carné, Frankreich
- 1957: Jay Carmody, USA
- 1958: Frank Capra, USA
- 1959: Robert Aldrich, USA
- 1960: Harold Lloyd, USA
- 1961: James Quinn, Großbritannien
- 1962: King Vidor, USA
- 1963: Wendy Toye, Großbritannien
- 1964: Anthony Mann, USA
- 1965: John Gillett, Großbritannien
- 1966: Pierre Braunberger, Frankreich
- 1967: Thorold Dickinson, Großbritannien
- 1968: Luis García Berlanga, Spanien
- 1969: Johannes Schaaf, Deutschland
- 1970: George Stevens, USA
- 1971: Björn Rasmussen, Dänemark
- 1972: Eleanor Perry, USA
- 1973: David Robinson, Großbritannien
- 1974: Rodolfo Kuhn, Argentinien
- 1975: Sylvia Syms, Großbritannien
- 1976: Jerzy Kawalerowicz, Polen
- 1977: kein Präsident (gleichberechtigt in der Jury: Ellen Burstyn, Senta Berger, Rainer Werner Fassbinder u. a.)
- 1978: Patricia Highsmith, USA
- 1979: Jörn Donner, Finnland
- 1980: Ingrid Thulin, Schweden
- 1981: kein Präsident
- 1982: Joan Fontaine, USA
- 1983: Jeanne Moreau, Frankreich
- 1984: Liv Ullmann, Norwegen
- 1985: Jean Marais, Frankreich
- 1986: Gina Lollobrigida, Italien
- 1987: Klaus Maria Brandauer, Österreich
- 1988: Guglielmo Biraghi, Italien
- 1989: Rolf Liebermann, Schweiz
- 1990: Michael Ballhaus, Deutschland
- 1991: Volker Schlöndorff, Deutschland
- 1992: Annie Girardot, Frankreich
- 1993: Frank Beyer, Deutschland
- 1994: Jeremy Thomas, Großbritannien
- 1995: Lia van Leer, Israel
- 1996: Nikita Michalkow, Russland
- 1997: Jack Lang, Frankreich
- 1998: Ben Kingsley, Großbritannien
- 1999: Ángela Molina, Spanien
- 2000: Gong Li, China
- 2001: William M. Mechanic, USA
- 2002: Mira Nair, Indien
- 2003: Atom Egoyan, Kanada
- 2004: Frances McDormand, USA
- 2005: Roland Emmerich, Deutschland
- 2006: Charlotte Rampling, Großbritannien
- 2007: Paul Schrader, USA
- 2008: Constantin Costa-Gavras, Griechenland/Frankreich
- 2009: Tilda Swinton, Großbritannien
- 2010: Werner Herzog, Deutschland
- 2011: Isabella Rossellini, Italien
- 2012: Mike Leigh, Großbritannien
- 2013: Wong Kar-Wai, China (Hongkong)
- 2014: James Schamus, USA
- 2015: Darren Aronofsky, USA
- 2016: Meryl Streep, USA
- 2017: Paul Verhoeven, Niederlande
- 2018: Tom Tykwer, Deutschland
- 2019: Juliette Binoche, Frankreich
- 2020: Jeremy Irons, Großbritannien
- 2021: kein Präsident (gleichberechtigt in der Jury: Ildikó Enyedi, Nadav Lapid, Adina Pintilie, Mohammad Rasoulof, Gianfranco Rosi, Jasmila Žbanić)[1]
- 2022: M. Night Shyamalan
- 2023: Kristen Stewart, USA
- 2024: Lupita Nyong’o, Kenia/Mexiko
- 2025: Todd Haynes, USA[2]